# Cheiracanthium fulvotestaceum
Cheiracanthium fulvotestaceum là một loài nhện trong họ Miturgidae.
Loài này thuộc chi Cheiracanthium. Cheiracanthium fulvotestaceum được Eugène Simon miêu tả năm 1878.